# Viceministerio de Recursos para la Defensa del Perú
El Viceministerio de Recursos para la Defensa del Perú es un Despacho Viceministerial dependiente del Ministerio de Defensa. Se encarga de los ámbitos de recursos materiales, humanos, presupuestales y de gestión administrativa para la Defensa.

## Funciones
- Formular, coordinar, ejecutar y supervisar la política de recursos humanos, materiales, presupuestales, provisionales y de gestión administrativa para la Seguridad y Defensa Nacional.
- Coordinar, ejecutar y supervisar la gestión de los recursos presupuestales asignados al Pliego Ministerio de Defensa.
- Proponer al/a la Ministro/a de Defensa, cuando corresponda, la actualización del listado de bienes y servicios a ser adquiridos al amparo del secreto militar, de acuerdo a la normativa vigente
- Formular y proponer al/a la Ministro/a de Defensa la política sectorial de desarrollo de la Industria militar a través de la producción, coproducción, transferencia tecnológica y compensaciones industriales.
- Conducir y supervisar los procesos de planificación para la provisión de los recursos asignados al pliego, así como supervisar y controlar su empleo.
- Coordinar los procedimientos de transparencia para la adquisición de material bélico de acuerdo a los compromisos internacionales que asuma el país
- Supervisar el funcionamiento de la Agencia de Compras de las Fuerzas Armadas (ACOFFAA) y de la Comisión Nacional de Investigación y Desarrollo Aeroespacial (CONIDA)
- Supervisar la ejecución de los planes estratégicos de compras del Sector Defensa.
- Normar, desarrollar y supervisar la política de los recursos humanos del sector Defensa en los aspectos de personal y bienestar, provisional, excombatientes, licenciados del servicio militar, reservas y de sanidad.
- Coordinar, orientar y supervisar las actividades que cumplen los órganos del Ministerio de Defensa bajo su competencia
- Coordinar con el Fondo Nacional de Financiamiento de la Actividad Empresarial del Estado las políticas para las empresas del Sector Defensa
- Dirigir las actividades en materia de cooperación internacional de conformidad con la normatividad vigente y en coordinación con el sector competente, y otras acciones para la captación de asistencia y apoyo externo para el desarrollo de las actividades del Sector, en los ámbitos de Seguridad y Defensa, en el marco de la Política de Defensa del Estado, propiciando, en particular, los acuerdos de Gobierno a Gobierno, de acuerdo con la legislación vigente.
- Promover y gestionar las compensaciones industriales y sociales Offset
- Formular y negociar los convenios marco y específicos para las compensaciones industriales y sociales resultantes de las adquisiciones de equipo y material para la Defensa, en el extranjero, en el marco del sistema offset.
- Emitir resoluciones viceministeriales en los asuntos que le corresponden conforme a ley
- Ejercer las demás funciones y atribuciones inherentes a su cargo de Viceministro/a de Estado.

## Estructura
- Dirección General de Administración
- Dirección General de Recursos Humanos
- Dirección General de Recursos Materiales
- Dirección General de Planeamiento y Presupuesto
- Dirección General Previsional de las Fuerzas Armadas

## Lista de viceministros

### Viceministros de Asuntos Administrativos y Económicos
- Alberto Otárola Peñaranda (2003-2004)
- Richard James Martin Tirado (2004-2005)
- Jaime Raúl Castro Contreras (2005)
- Carlos Rodríguez Cervantes (2005-2006)
- Nuria Esparch Fernández (2006-2008)

### Viceministros de Recursos para la Defensa
- Rafael Antonio Aita Campodónico (2008-2010)
- Ricardo García Pye (2010-2011)
- Lizandro Maycock Guerrero (3 de agosto de 2011 - 11 de agosto de 2012)
- Jakke Valakivi Álvarez (11 de agosto de 2012 - 2 de abril de 2015)
- Julio Enrique De la Puente De la Borda (29 de abril de 2015 - 29 de julio de 2016)
- Patricia Figueroa Valderrama (2016-2017)
- María Angélica Canevaro Lara (2017-2018)
- Dante Arévalo Abate (2018-2019)
- Gonzalo Ríos Polastri (2019)
- Javier Enrique Ramírez Guillén (2019-2020)
- José Manuel Boggiano Romano (2020-)